# Gdebi
Gdebi est un logiciel d'installation des paquets au format .deb. Il est disponible avec une interface graphique. Le cœur du programme étant indépendant de cette interface, il peut être aussi utilisé en ligne de commande ou d'autres interfaces écrites par exemple en Qt pour KDE.
Provenant de la communauté Ubuntu, Gdebi n'est pas installé nativement dans cette distribution. Pour en disposer sous le shell Linux, vous pouvez taper à partir de la ligne de commande sudo apt-get install gdebi-core. Gdebi est également disponible dans les dépôts Debian ainsi que dans ceux des distributions dérivées,  à l'image de Linux Mint.

## Technologie
GDebi permet d'installer des .deb isolés, avec résolution automatique des dépendances  : il charge et installe alors automatiquement les paquets requis. 
À la différence de Synaptic, autre outil graphique d'installation de paquet, Gdebi ne nécessite pas de configurer des dépôts. Il s'en sert pour la résolution des dépendances et leur installation.

## Liens  externes
- Page du projet